# 熊本学园大学短期大学部
熊本学园大学短期大学部（日语：／ Kumamoto Gakuen Daigaku Tanki Daigakubu *），简称熊短，是過去一所位于日本熊本县熊本市的私立短期大学。前熊本短期大学（日语：／ Kumamoto Tanki Daigaku *）。

## 概要

### 简介
- 学校最早可以追溯到1942年[1][2]。短期大学为于1950年开办[2]、由学校法人熊本学园经营。招生到1999年（但专科招生到2000年）[3]、停办于2002年。为男女同校。「自主独立」和「自由阔达」为学园训[1]。

### 历史
- 1950年 熊本短期大学成立并同时设置三个学科、以下列举[4]。
- 社会科[注 2]
  - 第一部[注 2]
  - 第二部[注 3]
- 商科[注 5]
  - 第一部[注 5]
  - 第二部[注 5]
- 外语科[注 6]
  - 英语专攻[注 6]
    - 第一部[注 6]
    - 第二部[注 6]

  - 汉语专攻[注 6]
    - 第一部[注 6]
    - 第二部[注 6]

  - 俄语专攻[注 6]
    - 第一部[注 6]
    - 第二部[注 6]
- 1960年 保育科成立。
- 1966年 教养科成立[注 3]。
- 1986年 三个专攻成立于专科、以下列举[5]。
  - 保育专攻
  - 社会福利专攻[注 3]
  - 教养专攻[注 3]
- 1990年 社会科第一部分离为两个专攻、以下列举成立。
  - 社会专攻[注 3]
  - 生涯体育专攻[注 4]
- 1994年 改校名为熊本学园大学短期大学部
- 1999年 短期大学招生最后（但专科招生到于2000年）、次年停止招生（正式停办于2002年7月30日[3]）。

## 学校环境
- 校区：在了熊本县熊本市[注 1]

## 组织

### 学科
- 保育科

### 前学科
| - 社会科 - 第一部 - 社会专攻 - 生涯体育专攻 - 第二部 - 商科 - 第一部 - 第二部 - 外语科 - 英语专攻 - 第一部 - 第二部 - 汉语专攻 - 第一部 - 第二部 - 俄语专攻 - 第一部 - 第二部 - 教养科 |

### 专科
| - 保育专攻 |

### 前专科
| - 社会福利专攻 - 教养专攻 |

### 业余课程
| - 没有 |

### 附属学校
- 前熊本短期大学附属敬爱幼儿园：成立于1956年[2]

### 附属机关
| - 前熊本短期大学附属社会福利研究所成立于1962年 |

## 相关链接
- 日本短期大学列表